# Минангкабау
Минангкабау (известни също като Минанг), са етническа група, населяваща западната и централната част на остров Суматра. Говорят на минангкабау, който е най-близо до малайския език. От края на XIX век се използва латинската азбука, а допреди това арабската.
Според древната легенда, когато през XIII век, в страната нахлули явански войски местните старейшини предложили вместо кръвополитни войни спорът да се реши чрез двубой на биволи. Яванците избрали огромен възрастен бивол, докато местните малко теленце, което обаче дълго време не били хранили и му подострили рогцата. Когато ги пуснали теленцето се втурнало да търси виме да бозае и разпорило корема на бивола. От двете думи минанг (победоносен) и танау (бивол) идва и името на народа – „да победиш бивола“.